# Casa nadiua de Pau Casals
La casa nadiua de Pau Casals és un edifici del Vendrell, catalogada com a bé cultural d'interès local.

## Història
Hi nasqué el gran violoncel·lista Pau Casals (1876-1973), que es formà amb el seu pare, organista del Vendrell, i a Barcelona, Madrid i París.
El 1895, en plena crisi de la fil·loxera, hi feu un concert «en benefici dels desvalguts». Dos mesos més tard de la Setmana Tràgica (1909), amb el seu germà Enric i amb Guillermina Suggia, fidel amiga del mestre en els inicis de la seva consagració internacional, feren un concert benèfic al Casino Circ del Vendrell. Participà amb un concert de l'Orquestra Pau Casals en la segona Exposició d'Art del Penedès, celebrada el 1927. La vila del Vendrell representa anualment des de 1964 els Pastorets Musicals del Vendrell en commemoració del mestre.

## Descripció
Consta de planta baixa i tres pisos. Els baixos són ocupats per una botiga i per una porta que a la part superior és decorada amb ferro forjat i presenta la data de 1855. El primer i segon pis presenten un balcó i una finestra quadrangular. L'últim pis és ocupat per les golfes. A la façana principal hi ha una placa commemorativa.